# La familia Falcón
La familia Falcón fue una de las primeras telenovelas argentinas, que alcanzó gran popularidad, y fue difundida por Canal 13 durante la mayor parte de la década de 1960 (1962-1969). Fue escrita y dirigida por Hugo Moser, para quien fue su primer gran éxito.

## El argumento
El guion se basaba en el retrato costumbrista del estereotipo de la familia de clase media argentina de la década del 60. El apellido de la familia está tomado del automóvil modelo "Falcon" que había lanzado al mercado la empresa Ford, que patrocinaba la telenovela.

## Elenco
El elenco estaba encabezado por Pedro Quartucci, Elina Colomer, Roberto Escalada, Emilio Comte, Silvia Merlino, Alberto Fernández de Rosa, José Luis Mazza, Virginia Lago y Ovidio Fuentes. Entre los otros intérpretes que intervinieron estuvo Coni Vera.

## El tema musical: "Juntitos, juntitos"
El tema musical de la telenovela, "Juntitos, Juntitos", fue compuesto e interpretado por Los Cinco Latinos y fue muy popular. La letra presentaba a la familia como "un hombre con su esposa, cuatro hijos y hasta un tío solterón". Lo cantaron Los 5 Latinos, Emilio Comte entre otros.

## Versión fílmica
En 1963 se filmó una película del mismo nombre, con los mismos actores, dirigida por Román Viñoly Barreto.

## El estereotipo de "familia argentina" en la TV
Como parte de un fenómeno que se repite en todos los países, en la dramaturgia argentina aparecieron obras que tenían como objetivo reflejar familias que se suponían representativas, estereotipos o modelo para las demás. Entre ellas se puede señalar la obra de teatro Así es la vida de Arnaldo Malfatti y Nicolás de las Llanderas (está última también realizada en 1939 y 1977 como películas).
La Familia Falcón tuvo como antecedente inmediato el programa radial Los Pérez García cuyos libretos fueron de Oscar Luis Massa y luego Luis María Grau.
La publicidad anunciaba el contenido de la telenovela de este modo:

LA FAMILIA FALCON. Una familia como todas, como la de usted, como cualquiera de su barrio, que vive la existencia de todas las familias porteñas. Usted sabrá de los sueños, de las alegrías, de los problemas de cada uno de los miembros de esta familia, que estarán frente a usted conviviendo la vida de todos los días bajo el techo común del cariño familiar... ¡Abrale su corazón a ... LA FAMILIA FALCON!

La Familia Falcón, fue el primer programa televisivo argentino que buscó reflejar el prototipo deseado de "familia argentina". Fue sucedido posteriormente por La Familia Bianchi (1966, Canal 13) en la década de los 60s. Los Campanelli (1969, Canal 13) luego en Los 70s  luego en los 90 por La familia Benvenuto (1991-1995), estas últimas tres ya de origen principalmente italiano, y por lo tanto hay dos principalmente Espanol Fue sucedieron posteriormente por La Nena (1965, Canal 13) y La Familia Gonzalez (1966, Canal 13). y más recientemente, después de la crisis de 2001 por Los Argento de la adaptación argentina de Casados con hijos, Los Roldán, Los Ezcurra, El Gran Desprecio, Don Jacobo, La Cruz de Marisa Cruces, Dr. Candido Perez, Mis Hijos Y Yo, La Familia Carreras, Telecataplum y La Familia Mores.

### Ficha técnica
- Autor: Hugo Moser
- Escenografía: Enrique Zanini
- Iluminación: Jorge Bonanno
- Música: Lucio milena
- Asistente de dirección: Carlos Cunill
- Dirección:    David Stivel / Alberto Rinaldi